# Apicomplexa

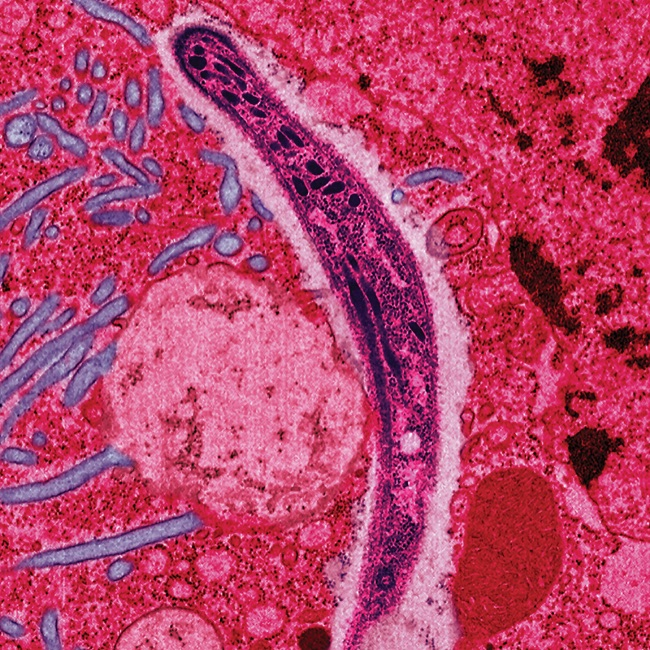
Plasmodium

Apicomplexa är en protistgrupp som tillhör alveolaterna.. Det är en stor grupp protozoer (urdjur) vars kännetecken är närvaron av ett apikomplex (organeller som används för att ta sig in i värdcellen) någon gång under deras livscykel. De är uteslutande parasitiska och saknar organeller som flageller och pseudopodier utom under vissa gametstadier. 
Apicomplexa kan orsaka sjukdomar som:
- Babesios (Babesia spp.)
- Kryptosporidios (Cryptosporidium spp.)
- Malaria (Plasmodium spp.)
- Toxoplasmos (Toxoplasma gondii)

De flesta medlemmarna i stammen har en komplicerad livscykel som varierar mellan sexuell och asexuell reproduktion. I normalfallet infekteras värden genom upptagandet av cystor som delar sig och producerar de sporozoiter som tar sig in i värdcellerna. När cellen spricker sprids merozoiter som infekterar nya celler. Processen kan upprepas flera gånger innan till slut gamonter (moderceller) bildas som skapar gameter (könsceller) som till slut bildar nya cystor. Detta är dock bara ett grundmönster, variationerna är många och många apicomplexa har mer än en värd.
I det apikala komplexet finns vesiklar kallade rhoptrier och mikronemer som öppnar cellen och utsöndrar enzym som gör att parasiten kan ta sig in i andra celler. I cellens ena ände finns ett band av mikrotubuler (kallad "polring") och hos conoidsida dessutom stänger som bildar en tratt ("konoid"). Resten av cellmembranet stöds av vesiklar kallade alveoler som bildar en halvstyv pellikel.
Alveolerna tillhör de kännemärken som gör att apicomplexa tillhör gruppen alveolater. Flera besläktade flagellater som perkinsus och colpodella liknar apicomplexa och räknades tidigare hit, men betraktas idag som mer besälktade med dinoflagellaterna. Förmodligen liknar de två gruppernas gemensamma anfader.
Ytterligare en likhet är att apicomplexa-celler innehåller en enda plastid kallad apicoplast som omges av tre eller fyra membran. Plastidens antas bland annat stå för syntetisering av lipider och tycks vara livsnödvändig. De förmodas ha ett ursprung gemensamt med dinoflagellaternas kloroplaster även om vissa studier antyder att de ursprungligen härstammar från grönalger snarare än rödalger.
Apicomplexa utgör huvuddelen av den grupp som tidigare kallades sporozoa och som bestod av parasitiska protozoer som saknade flageller, pseudopodier respektive cilier. De flesta apicomplexa är dock mobila. Gruppen innehöll även ascetospora, myxozoa (som man idag vet härstammar från djur) och mikrosporidier (härstammar från svampar). Det förekommer att sporozoa används synonymt med apicomplexa eller någon del av stammen.